# نظام تمهيد

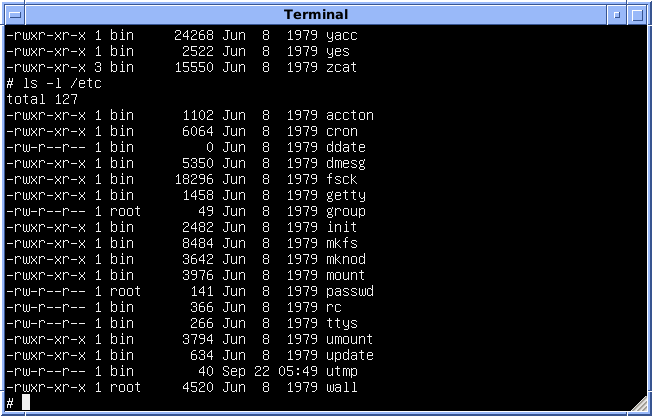

نظام التمهيد (بالإنكليزية Init، اختصار لـ Initialization) في الأنظمة الشبيهة بيونكس هو العمليّة الأولى التي تبدأ مع إقلاع نظام التشغيل. هذه العمليّة هي عفريت يستمر في العمل إلى أن يتوقّف النظام؛، كما أنها سلف جميع العمليّات الآخرى؛ إما مباشرة أو عن طريق غير مباشرة عبر عمليّة أخرى. تبدأ النواة بتشغيل نظام التمهيد وتمنح له عادة المعرِّف 1.
توجد الكثير من أنظمة التمهيد ومن أشهرها launchd المستخدم في الإصدارات الحديثة من نظام التشغيل أو إس 10، Upstart الذي كان شائع الاستخدام في توزيعات لينكس قبل أن تتحوّل كثير من هذه التوزيعات لاستخدام  سيستم دي systemd.